# 都市環境研究所
株式会社都市環境研究所（としかんきょうけんきゅうしょ）は、日本の都市計画コンサルタント。
1970年代の日本のニュータウン計画に関わっていた土田旭ら地区設計研究会に集まった若手プランナーらが、研究会を看板替する形で設立。その後、彼らが日本を代表する民間都市計画家として活躍していくこととなる。広島市の都心整備計画からスタートし、アーバンデザイン、建築・施設のデザイン、マスタープラン、歴史・文化 / 景観テーマ型計画、協働型まちづくり、都市の再構築、地区の再生計画、制度立案・研究を柱としている。

## 沿革
- 1970年 株式会社都市環境研究所設立
- 1981年 広島事務所開設（のち閉鎖）
- 1982年 松阪事務所開設
- 1989年 松阪事務所移転（三重事務所に改称）
- 1989年 九州事務所開設
- 1995年 本部・東京事務所移転
- 1997年 大阪事務所開設

## 本部所在地
- 東京都文京区本郷二丁目35番10号

## おもな実績
都市計画マスタープラン等担当
川越市、相模原市、足柄上郡山北町、亀山市、伊勢市、宗像市、尾鷲市、神戸町住生活基本計画、鎌倉高度地区検討調査、伊賀市、東広島市、糟屋郡久山町、弘前市、さいたま市、神奈川県、千葉市、町田市、長野県、奥浜名広域（静岡県）、広島広域行政圏、那須郡西那須野町、那須郡湯津上村の各都市計画マスタープラン、沼隈町長期総合計画、黒羽町土地利用計画、横浜市瀬谷区・横浜市青葉区土地利用基本計画、三重県住宅マスタープラン、新潟市、厚木業務核都市推進基本計画、富士宮市総合計画、大磯町まちづくり基本計画など。
建築・施設のデザイン、アーバンデザイン
- 小田原城址周辺整備
- 藤原京宮跡整備基本構想
- 街なみ環境整備事業道路美装化設計 - 福岡県八女郡黒木町
- 集会交流所整備工事設計監理 - 福岡県八女郡黒木町
- 杉の馬場通り整備実施設計 - 福岡県朝倉市
- つくばセンター街区再整備及びセンター地区再整備に係るセンター広場等検討 - 茨城県つくば市
- ふれあい道路整備事業（国道442号）計画設計 - 福岡県八女郡黒木町
- 町並み交流館活用計画策定及び実施設計 - 福岡県八女郡黒木町
- 目鏡橋公園及び目鏡橋線整備実施設計 - 福岡県朝倉市
- 光丘中学校建替事業企画検討調査 - 神奈川県大和市
- 松阪地域交流空間整備計画策定調査 - 三重県松阪市
- 今井東地区改良住宅計画・今井町東地区整備計画等作成調査 - 奈良県橿原市
- 安芸灘交流拠点施設・豊おれんじ村計画 - 広島県豊田郡豊町
- 浦安駅前地区まちづくり - 千葉県浦安市
- 東松戸近隣公園（紙敷土地区画整理組合） - 千葉県松戸市
- 熱海市景観計画による都市デザイン検討
- 蒲田駅東口地区まちづくり
- 宮前平第3公園
- 柏の葉（国際キャンパスタウン、柏北部中央地区、柏の葉キャンパスシティ・エリアマネジメント他）
- 川崎駅周辺地区整備
- 二枚橋景観設計 - 埼玉県戸田市
- つくばエクスプレス沿線整備西口駅前広場シェルター - 千葉県柏市
- 南浅川橋修景検討調査
- 奈良井地区街なみ環境整備事業道路美装化工事デザイン - 長野県塩尻市
- 三重大学キャンパスサイン等基本計画
- 公共鉄道高架工事都市空間デザイン - 岡山県倉敷市
- 苹果園交通枢紐商務区修建性規劃設計方案 - 中国・北京市
- 汐留地区総合街づくり - 東京都港区
- 新作公園 - 神奈川県川崎市
- 神代小路地区街なみ環境整備 - 長崎県雲仙市
- 富士見公園基本構想 - 神奈川県川崎市
- 府中駅南口第三地区第一種市街地再開発事業の景観デザイン - 東京都府中市
- 新杉田駅前地区第一種市街地再開発事業に伴うアーバンデザイン（道路・広場整備工事監理、立体横断施設基本設計） - 神奈川県横浜市
- 温嶺市城市中心区城市設計方案 - 中国・温嶺市
- 生田緑地基本構想策定
- 倉敷駅周辺地区（都市空間デザイン検討） - 岡山県倉敷市

アーバンデザイン、デザイン計画
- 小山市公共案内サイン - 栃木県小山市
- 大里本町（土地区画整理・ふるさとの顔づくり公共空間整備実施設計、道路修景設計） - 福岡県北九州市
- 崇明陳家鎮城鎮総体規劃国際方案 - 中国・上海市
- 閔行区公共活動中心総体規劃与設計国際方案 - 中国・上海市
- 幕張A地区 住宅地公園緑地 - 千葉県千葉市
- 幕張ベイタウンSH-3 3街区 - 千葉県千葉市
- 浦賀港周辺地区再整備 - 神奈川県横須賀市
- 御手洗サイン計画 - 広島県豊田郡豊町
- 北京朝阜大街城市設計 - 中国・北京市
- 洋山新城概念規劃 - 中国
- 大和駅周辺プロムナード沿道地区再生検討 - 神奈川県大和市
- 岳麓山大学城概念性規劃と設計国際諮詢 - 中国・湖南省
- 上海国際航運中心芦潮港新規劃城方案 - 中国・上海市
- 瀋陽市渾南新区規劃設計方案 - 中国・瀋陽市
- 慈渓市新城大道都市デザイン計画 - 中国・浙江省慈渓市